# Kapelle Mariä Heimsuchung (Oberpeischlach)

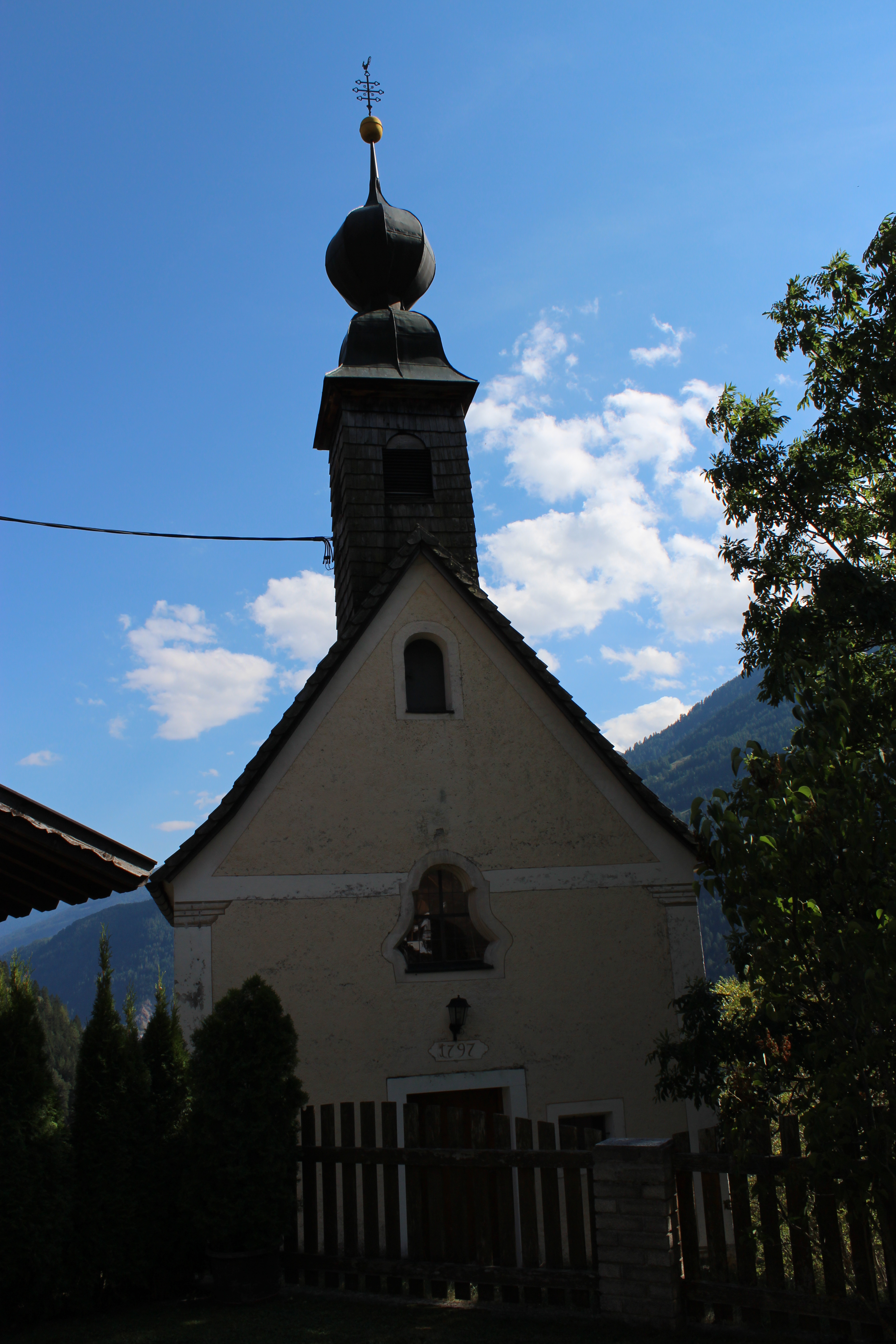
Kapelle mit Eingangsfront

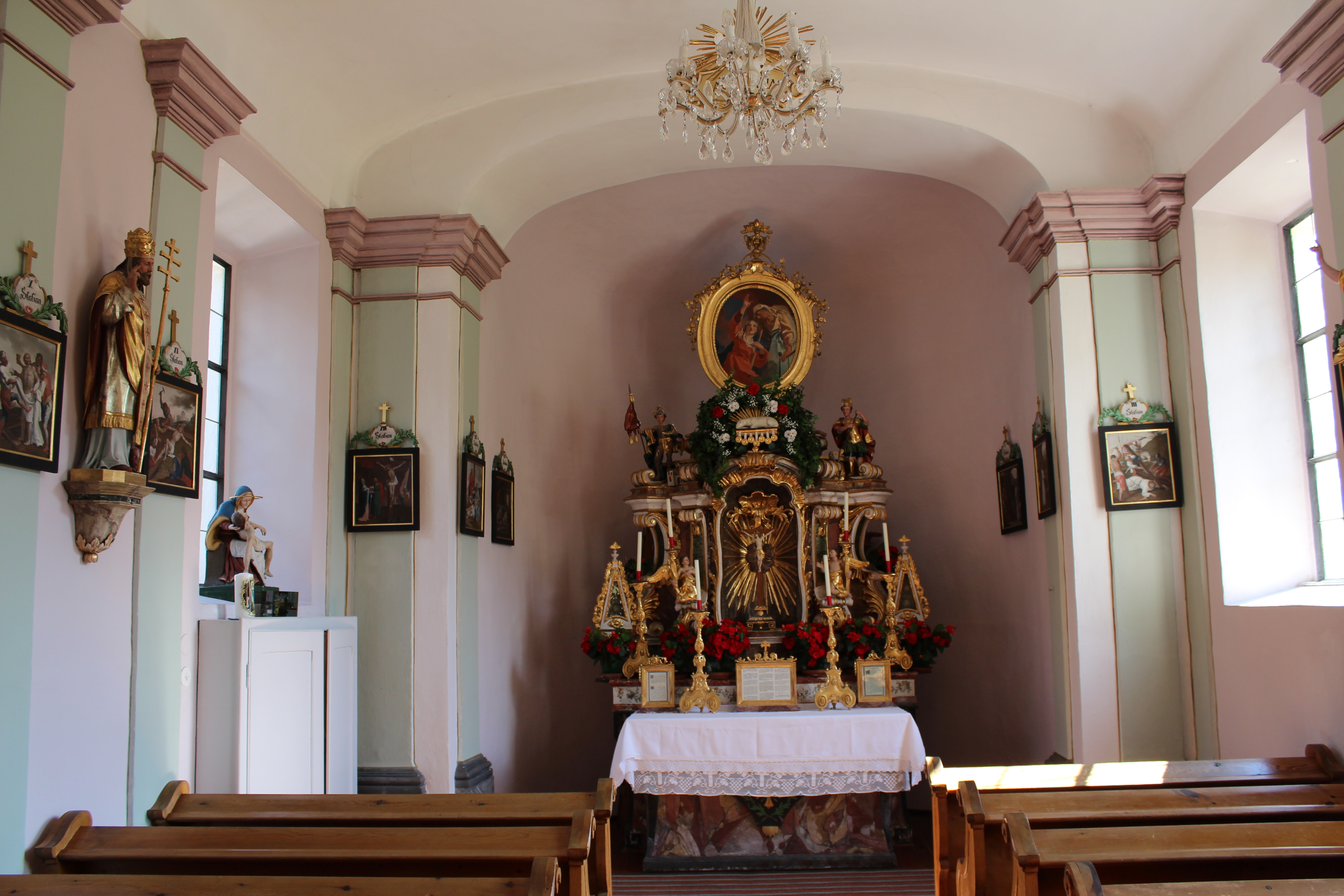
Innenraum

Die Kapelle Mariä Heimsuchung ist eine denkmalgeschützte (Listeneintrag) Kapelle in Oberpeischlach, Gemeinde Kals am Großglockner.
Die Kapelle wurde in exponierter Lage am Eingang des Kalser Tals errichtet. Nach dem Durchmarsch der französischen Truppen gelobte man die Errichtung der Kapelle, die in der Folge als Dankabstattung erbaut und 1799 geweiht wurde. 1825 zerstörte ein Brand die Kapelle, die jedoch in der Folge wiedererrichtet wurde. 1961 wurde die Kapelle renoviert.
Das Außengebäude der Kapelle hat einen rechteckigen Grundriss mit eingezogenem Rundbogenchor. Die Giebelfassade wird von einem rechteckigen Portal, einem kleinen Sichtfenster sowie einem darüberliegenden Fenster mit geschwungenem Umriss durchbrochen. Im Giebelfeld befindet sich eine rundbogige Wandöffnung, der Türstock trägt die Bezeichnung „1797“. In den Längswänden befinden sich jeweils zwei hohe Rechteckfenster. Die Wände werden durch gemalte Pilaster mit einfachen Profilkapitellen strukturiert. Geschützt wird die Kapelle von einem steilen, schindelgedeckten Satteldach, eingangsseitig befindet sich zudem ein verschindelter Dachreiter mit Schalllöchern. Der Dachreiter hat eine Zwiebelhaube, die von Kugel, Kreuz und Wetterhahn gekrönt wird.
Als Altar dient der Kapelle ein hölzerner, teilweise vergoldeter Tabernakel, der um 1760 entstand und der Überlieferung nach in Oberlienz geschaffen wurde. Im Schrein befindet sich ein Kruzifix vor einem Strahlenkranz, daneben zwei Leuchterengel. Darüber befindet sich links eine Statue des heiligen Florian und rechts eine Statue des heiligen Chrysanth. Das ovale 1966 geschaffene Auszugsgemälde stellt Mariae Heimsuchung dar.
Die Kapelle ist mit einem Kreuzweg (Öl auf Leinwand) und mehreren Bildwerken ausgestattet.